# Erik Larsson (Eishockeyspieler)
Erik Waldemar Larsson (* 18. Januar 1905 in Stockholm; † 8. März 1970 ebenda) war ein schwedischer Eishockeyspieler. 

## Karriere
Auf Vereinsebene spielte Erik Larsson ausschließlich in seiner Heimatstadt für Hammarby IF. Von 1923 bis 1933 trat er mit seiner Mannschaft in der schwedischen Meisterschaft an. In den Spielzeiten 1932 und 1933 gewann er mit Hammarby IF jeweils den nationalen Meistertitel. 

### International
Für Schweden nahm Larsson an den Olympischen Winterspielen 1928 in St. Moritz teil, bei denen er mit seiner Mannschaft die Silbermedaille gewann. Als bestes europäisches Team bei den Olympischen Winterspielen gewann er mit seiner Mannschaft den Europameistertitel. Bei der Europameisterschaft 1932 gewann er mit seiner Mannschaft die Goldmedaille. 

## Erfolge und Auszeichnungen
- 1928 Silbermedaille bei den Olympischen Winterspielen
- 1932 Goldmedaille bei der Europameisterschaft
- 1932 Schwedischer Meister mit Hammarby IF
- 1933 Schwedischer Meister mit Hammarby IF